# Port de matrícula

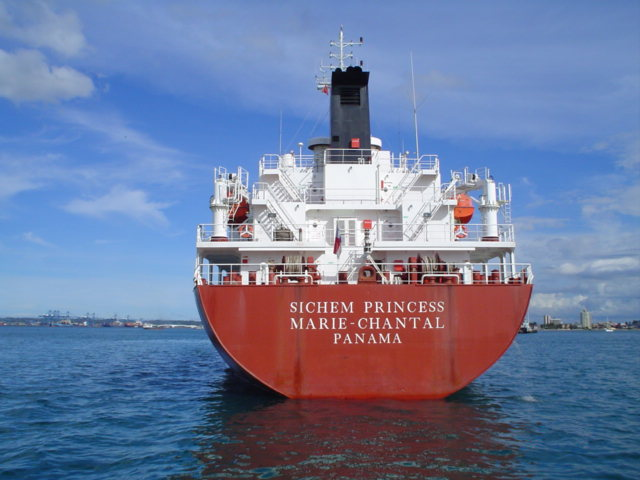
Popa del vaixell Sichem Princess Marie Chantal, registrat a la ciutat de Panamà

Un port de matrícula (en anglès Home Port) és el port on s'ha inscrit o registrat un vaixell.
Tots els estats que tenen un registre de vaixells poden tenir un o més ports per a les seves embarcacions, i cada embarcació només pot tenir un port de matrícula.
El port de matrícula s'ha d'exhibir pintat a popa sota del nom de la nau, i també a totes les seves embarcacions salvavides, a les dues amures.
El port de matrícula és un concepte jurídic. Per tant, un vaixell pot estar registrat en un port on mai no hagi recalat. És més, un port de matrícula no necessàriament és un port físic, com és el cas de ciutat de La Paz (Bolívia), port de matrícula de les embarcacions que enarboren pavelló bolivià en tota la hidrovia Paranà-Paraguai.
Alguns dels ports de matrícula dels registres més importants són: Monròvia (Libèria), Panamà (Panamà), Limassol (Xipre).